# Michail Andrejewitsch Reissner
Michail Andrejewitsch Reissner (russisch Михаил Андреевич Рейснер; * 7. Märzjul. / 19. März 1868greg. in Wilejka; † 8. August 1928 in Moskau) war ein russischer Jurist, Sozialpsychologe und Historiker.

## Leben
Reissner war 1893 Absolvent der Juristischen Fakultät der Universität Warschau. Bis 1896 lehrte er Rechtswissenschaft an der Universität Kiew. Danach arbeitete er zwei Jahre in Heidelberg. Nach seiner Rückkehr war er als außerordentlicher Professor an der Juristischen Fakultät der Staatlichen Universität Tomsk tätig. Als Marxist musste er ins Exil nach Deutschland und Frankreich. 1907 kehrte er ins Russische Reich zurück und arbeitete als Dozent an der Universität Sankt Petersburg.
Während des Ersten Weltkriegs war er zusammen mit seiner Tochter Larissa Reissner Herausgeber der satirischen Antikriegszeitschrift Rudin. Nach der Oktoberrevolution von 1917 war er Professor an der Universität von Petrograd und nahm an der Ausarbeitung der ersten sowjetrussischen Verfassung teil. Er gründete die Kommunistische Akademie als Zentrum marxistischer Sozialwissenschaft. Reissner war auch einer der Mitbegründer der Russischen Psychoanalytischen Vereinigung und arbeitete zudem im Bildungsministerium.
Michail Reissner war der Vater der Schriftstellerin und Revolutionärin Larissa Reissner und des Orientalisten Igor Reissner. 

## Werke
- Gemeinwohl und Absolutismus. Gottheiner, Berlin-Charlottenburg 1904 (Volltext)
- M. v. Reusner: Die russischen Kämpfe um Recht und Freiheit. Gebauer-Schwetschke, Halle a. S. 1905 (Volltext)